# Płoszczań (Kwaczała)
Płoszczań – przysiółek wsi Kwaczała w Polsce, położony w województwie małopolskim, w powiecie chrzanowskim, w gminie Alwernia.
W latach 1975–1998 przysiółek administracyjnie należał do województwa krakowskiego.